# Impressum
Импре́ссум (нем. Impressum, от лат.  отпечатанное) — немецкое понятие, близкое к русскоязычному «выходные сведения»: предписанные для печатных (и не только) изданий обязательные выходные данные, включая издательство, автора, и/или редакцию. Часто включаются и дополнительные сведения, такие как типография, периодичность, дата и место издания.
В зависимости от вида издания и конкретного законодательства, в импрессуме должны (или должны были) содержаться сведения о налоговом статусе издателя, а также о прохождении изданием цензуры.
В русском языке слово импрессум отсутствует. Немецко-русский словарь Лейна определяет Impressum как «полигр. выходные данные (книги)».

## Импрессум в Интернете (в Германии)
Впервые обязанность указывать информацию о владельце сайта в интернете — импрессум была введена в Германии в 2002 году § 6 Teledienstgesetz. C 2007 года обязанность иметь импрессум на каждом веб-сайте в Интернете регулируется § 5 Telemediengesetz. Спорным остается вопрос, является ли это требование обязательным и для частных сайтов. Закон требует, чтобы необходимые сведения были легко распознаваемы, непосредственно досягаемы и всегда доступны. Объем обязательно указываемых сведений различается в зависимости от правовой формы и рода занятий владельца сайта.
В законе, однако, не употребляется напрямую формулировка «импрессум», речь идет об «обязанности по предоставлению информации». Поэтому на практике на сайтах используются различные формулировки, например Веб-импрессум, выходные данные или просто контакт.
Некоторые фирмы в Германии специализируются на том, что используют небольшие нарушения или спорные моменты в правовой трактовке обязанности указывать информацию о владельце сайта в интернете как предлог для обвинения владельцев сайтов в недобросовестной конкуренции.
Немецкая Википедия, как положено сайту в Германии, тоже имеет свой импрессум (по интервики называется отказ от ответственности).
Отметим, что и в английском языке слова impressum нет, сайты в Интернете называют аналогичные страницы выражениями типа contact us.